# Grafschaft Holland
Die Grafschaft Holland war ein seit dem 10. Jahrhundert bestehendes Territorium zunächst des Fränkischen, später des Heiligen Römischen Reichs.  Ihr Gebiet entsprach in etwa den heutigen niederländischen Provinzen Noord- und Zuid-Holland zwischen Nordsee, Zuidersee und dem Rheindelta.

## Geschichte
Die Grafschaft wurde zu Beginn des 10. Jahrhunderts vom Friesenführer Dietrich auf dem von den Wikingern wiedergewonnenen Territorium gegründet. 922 wurde Dietrich durch König Karl III. anerkannt. Holland war Teil des Stammesherzogtums Lothringen und fiel mit diesem 925 an das Ostfrankenreich.

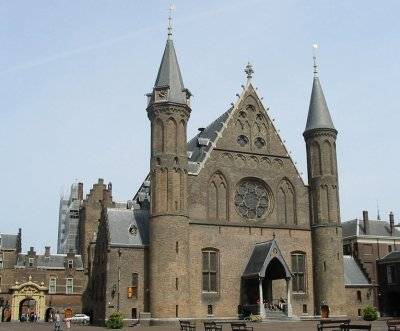
Der Binnenhof in Den Haag – Residenz seit 1248

Dietrichs Nachkommen regierten ein Land, dessen Umfang durch Trockenlegungen und Heiratsbündnisse mit den Grafenhäusern von Seeland und Flandern allmählich wuchs. Unter Wilhelm II., der 1247 als Gegenkönig zu Kaiser Friedrich II. aufgestellt wurde, nahm Holland erstmals Einfluss im Reich. Durch Wilhelms frühen Tod blieb dies jedoch nur eine Episode. Wilhelm verlegte auch 1248 die Residenz von Haarlem nach Den Haag – bis heute der Regierungssitz der Niederlande.
1296 starb die friesische Grafenlinie aus, und Holland ging über an Johann von Avesnes, den Grafen des Hennegaus. 1299 fiel auch noch Seeland an Johann und vergrößerte seinen Machtbereich. Unter den Grafen von Avesnes und ihren Nachfolgern, den bayerischen Wittelsbachern, erlebte Holland eine Periode des Wohlstands, die mit dem Eindringen der burgundischen Macht beendet wurde – 1433 fiel Holland an Philipp den Guten. Der Haken-und-Kabeljau-Krieg zwischen 1350 und 1490 war ein lange schwelender Machtkampf des Bürgertums in den holländischen Städten, im Bündnis mit den Burgunderherzögen, gegen die Interessen des lokalen Feudaladels. 
Mit dem Tod Karls des Kühnen 1477 fiel das burgundische Erbe – Holland mit den Nachbarländern Seeland, Flandern, Artois, Hennegau, Namur, Brabant, Luxemburg – an die Habsburger. Diese Territorien und die weiteren habsburgischen Erwerbungen Groningen, Friesland, Utrecht mit Overijssel sowie Geldern wurden von Karl V. zunächst in dem neugeschaffenen Burgundischen Reichskreis und 1548 schließlich zur staatsrechtlichen Einheit der Siebzehn Provinzen zusammengefasst, innerhalb derer die Provinzen jedoch selbständig blieben. 

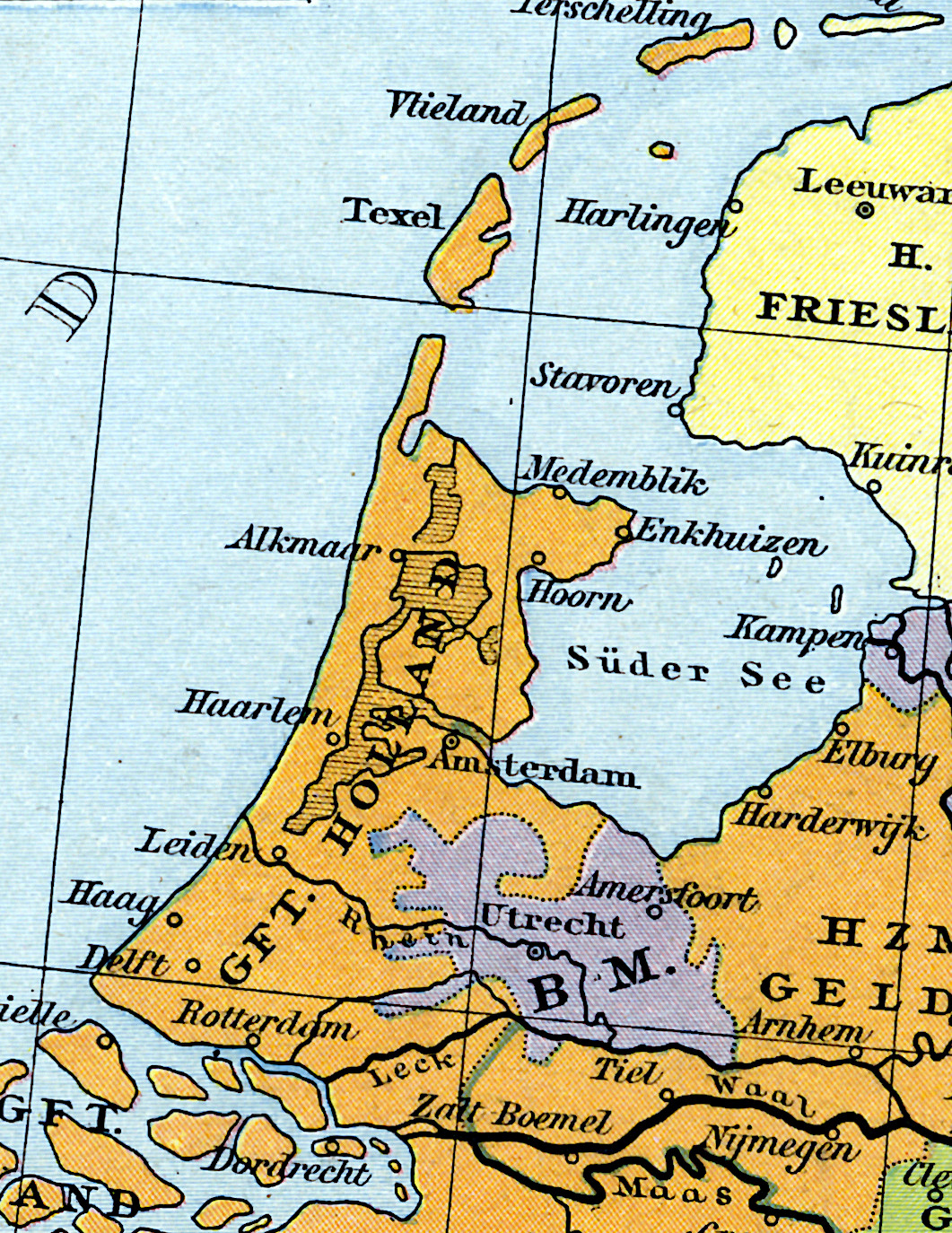
Die Grafschaft Holland im 15. Jahrhundert

1555 dankte Karl in den Siebzehn Provinzen der Niederlande zugunsten seines Sohnes Philipp II. von Spanien ab. Die mit militärischer Gewalt erfolgende rigide Durchsetzung der Gegenreformation in den spanischen Niederlanden führte ab 1568 zum Achtzigjährigen Krieg, in dem sich die Siebzehn Provinzen spalteten. Holland schloss mit den anderen protestantischen Provinzen 1579 die Utrechter Union, in der es die führende Position einnahm. Die Ständeversammlung der Utrechter Union, die Generalstaaten, erklärte 1581 die Republik der Sieben Vereinigten Niederlande und schwor mit dem Plakkaat van Verlatinghe Philipp II. ab. Damit fielen die Rechte des Grafen von Holland, das formal Grafschaft blieb, nun jedoch nur noch als „Gewest“ (etwa ‚Region‘) bezeichnet wurde, an die Staaten von Holland, die als oberster gesetzgebender Körper und oberstes Organ der Exekutive von einem gewählten Ratspensionär geleitet wurden. In diesem Gremium saßen Vertreter der Ritterschaft und der Städte. Die Position des Statthalters Wilhelm I. von Oranien, der auf niederländischer Seite kämpfte, blieb dagegen erhalten und entwickelte sich zu einem quasi-monarchischen Staatsamt.
Holland blieb während des gesamten über 200 Jahre dauernden Bestehens der Sieben Vereinigten Niederlande deren führende Macht und bestimmte wesentlich ihre Politik, woher auch die bis heute häufig praktizierte Gleichsetzung von Holland mit den Niederlanden rührt. 1596 handelte der Landesadvokat von Holland Johan van Oldenbarnevelt einen Pakt der Sieben Vereinigten Niederlande mit dem Königreich England aus. Dessen Unterstützung, die Wirtschaftskraft der Vereinigten Niederlande selbst, insbesondere Hollands, und schließlich die Schwächung Spaniens im Dreißigjährigen Krieg bzw. Französisch-Spanischen Krieg führten schließlich im Frieden von Münster 1648 zur Anerkennung der Unabhängigkeit durch Spanien und zur endgültigen Lösung vom Reich.
Mit Errichtung des Einheitsstaats der Batavischen Republik 1795 durch Napoléon wurde Holland aufgelöst. Die batavischen Départements, die lediglich Verwaltungseinheiten waren, hatten andere Grenzen. Im Laufe deren mehrfacher Änderung bestand allerdings von 1802 bis 1807 nochmals ein Département Holland. Nach dem Zwischenspiel von Königreich Holland und französischer Annexion wurde Holland 1814 zunächst als Provinz des Souveränen Fürstentums der Vereinigten Niederlande wiederhergestellt, das 1815 im Wiener Kongresses in stark erweiterter Form als Vereinigtes Königreich der Niederlande auch völkerrechtlich restauriert wurde. Die Provinz Holland blieb nun jedoch Verwaltungseinheit ohne Souveränität. 1840 wurde die Provinz in Nord- und Südholland gespalten.

## Städte
Stadtgründungen in der Grafschaft Holland waren (Auswahl, in Klammern das Jahr der Erteilung der Stadtrechte):
- Geertruidenberg (1213)
- Dordrecht (1220)
- Alkmaar, Haarlem (1245)
- Delft (1246)
- Leiden (1266)
- Gouda (1272)
- Amsterdam (1300/06)
- Rotterdam (1340)
- Den Haag (bedeutend u. a. als Residenz, erhielt jedoch formell nie das Stadtrecht)